# Картагенска цивилизация
Картагенската цивилизация (наричана още Пуническа цивилизация по името пуни, с което римляните наричали жителите на Пунически Картаген) е последната антична цивилизация, наследник основно на древните семитски цивилизации на Древна Сирия, Ханаан и Двуречието.
През 4 век пр.н.е., Картаген вече е най-големият метрополис в света и столица на Катрагенската Империя, доминираща западното средиземноморие.
Стратегическото местоположение на Картаген предоставя достъп до плодородна земя и основни търговски пътища по море. Създадената обширна търговска мрежа достига до Западна Азия, Западна Африка и Северна Европа. За да осигури защита за търговските си интереси, Картаген развива силен военноморски флот и армия съставена основно от наемници.
Като доминиращата сила в западното средиземноморие, Картаген влиза в конфликти с много от съседите и съперниците си в региона. След векове на конфликти със сицилийските гърци, нарастващото напрежение между Картаген и Рим кулминира в Пуническите войни. След като избягва унищожение във Втората пуническа война, Картаген е сринат от римляните през 146 пр. н.е. По-късно на мястото е създаден нов град, наречен римски Картаген. Впоследствие всички картагенски владение преминават към тези на римската република.
Въпреки космополитния характер на империята им, картагенската култура и идентичност си остават свързани с Финикийско-Ханаанските им корени. Като други финикийски народи, Картаген е градско общество, ориентирано към мореплаването и търговията. Картагенците са известни с търговската си мощ, амбициозни изследователски експедиции и уникалната им управленска система, комбинираща демокрация, олигархия и републиканизъм.
След унищожаването на картагенските писмени източници след Третата пуническа война, основната част от познатата информация днес идва от римски и гръцки източници.

## Произход
Същината на финикийската, а оттук и на пуническата цивилизация е древносемитската на Ханаан, въпреки че най-новите археологически данни разкриват силно сириакско влияние върху Финикия посредством цивилизациите на Ебла, Угарит и Сирохетските царства.
Като цяло пуническата митология е заимствана от майчината финикийска митология, а културата ѝ е своеобразно копие с многобройни и различни елински заемки на финикийското изкуство. 